# Neptis
Neptis är ett släkte av fjärilar. Neptis ingår i familjen praktfjärilar.

## Bildgalleri

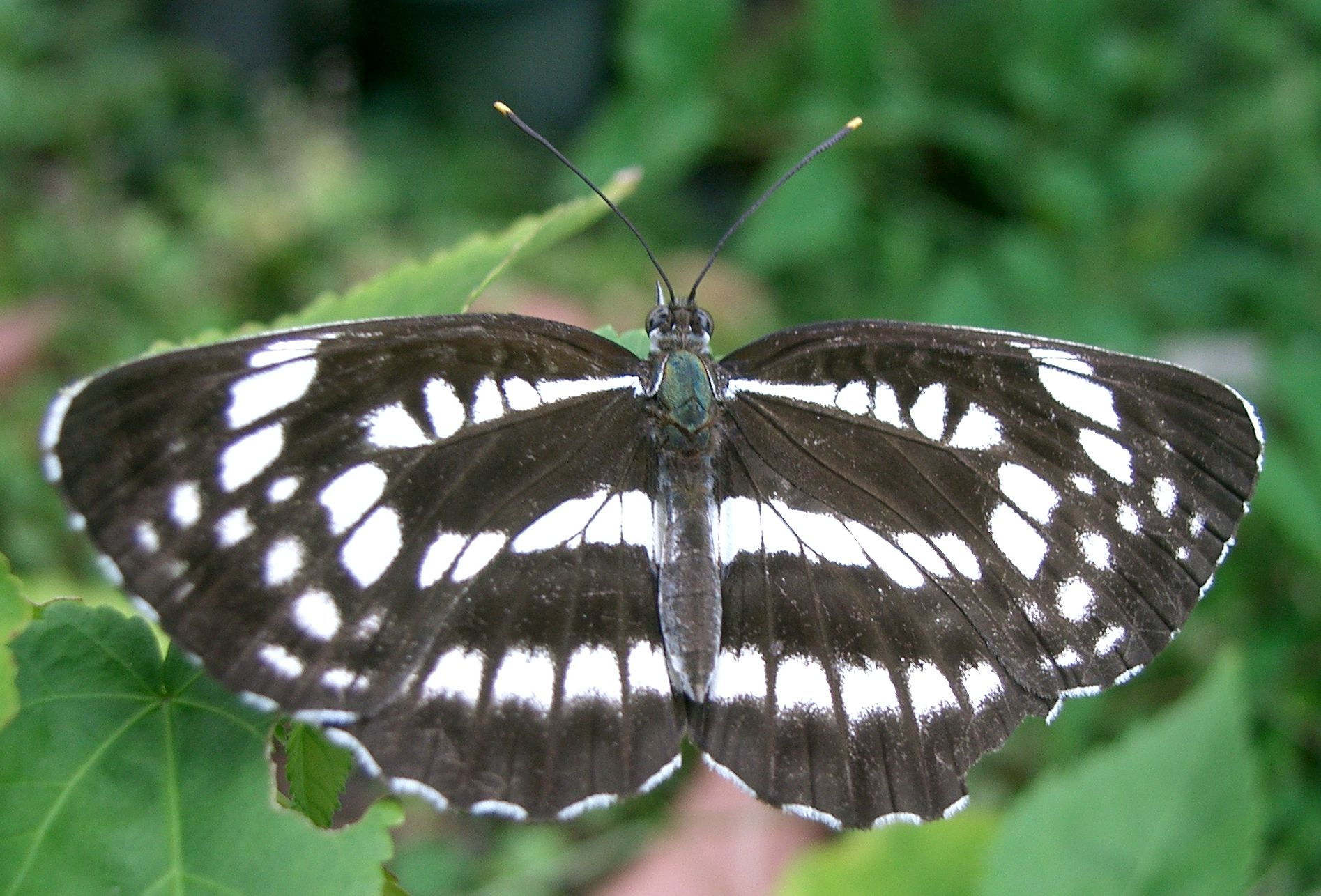
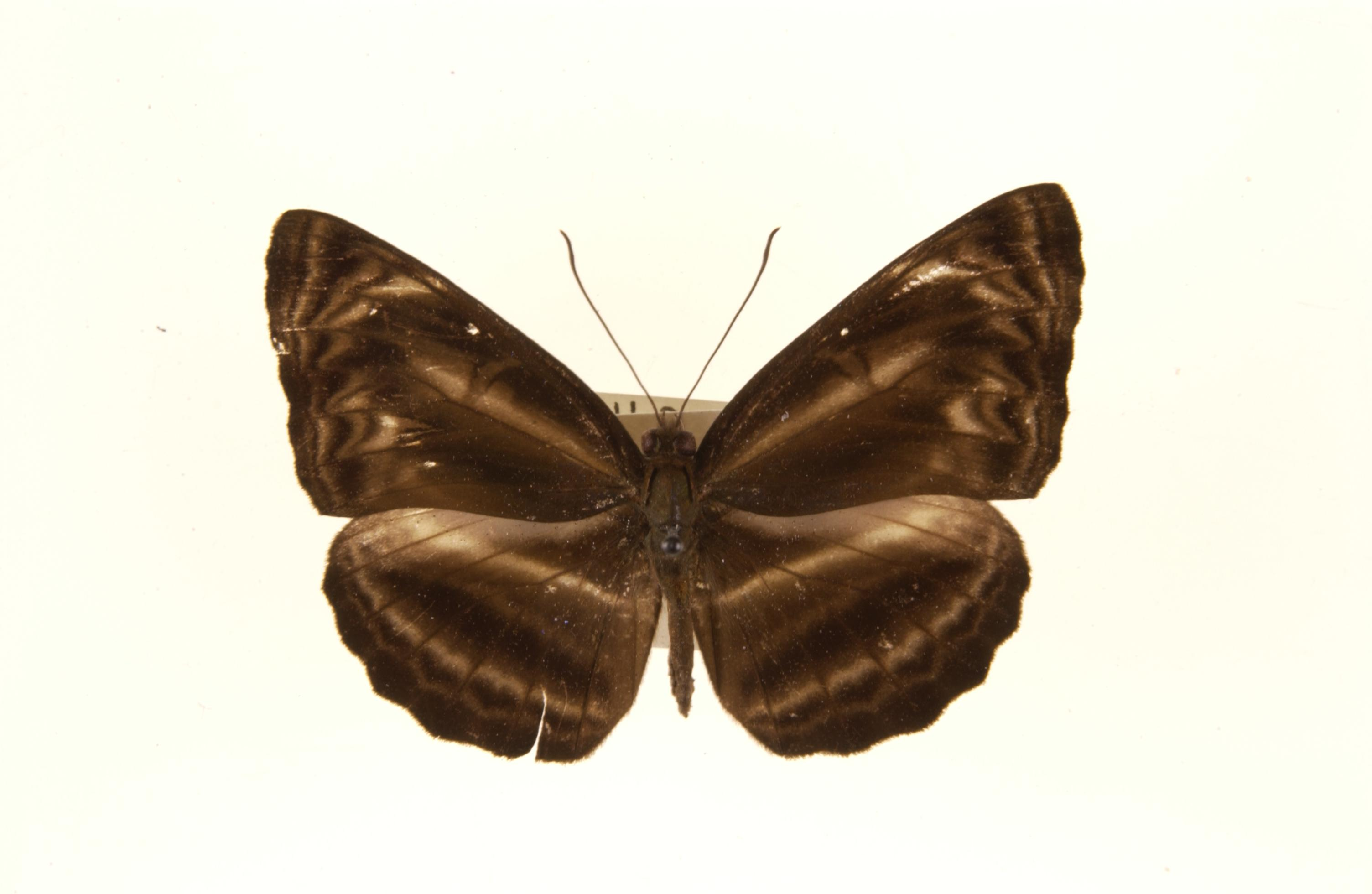
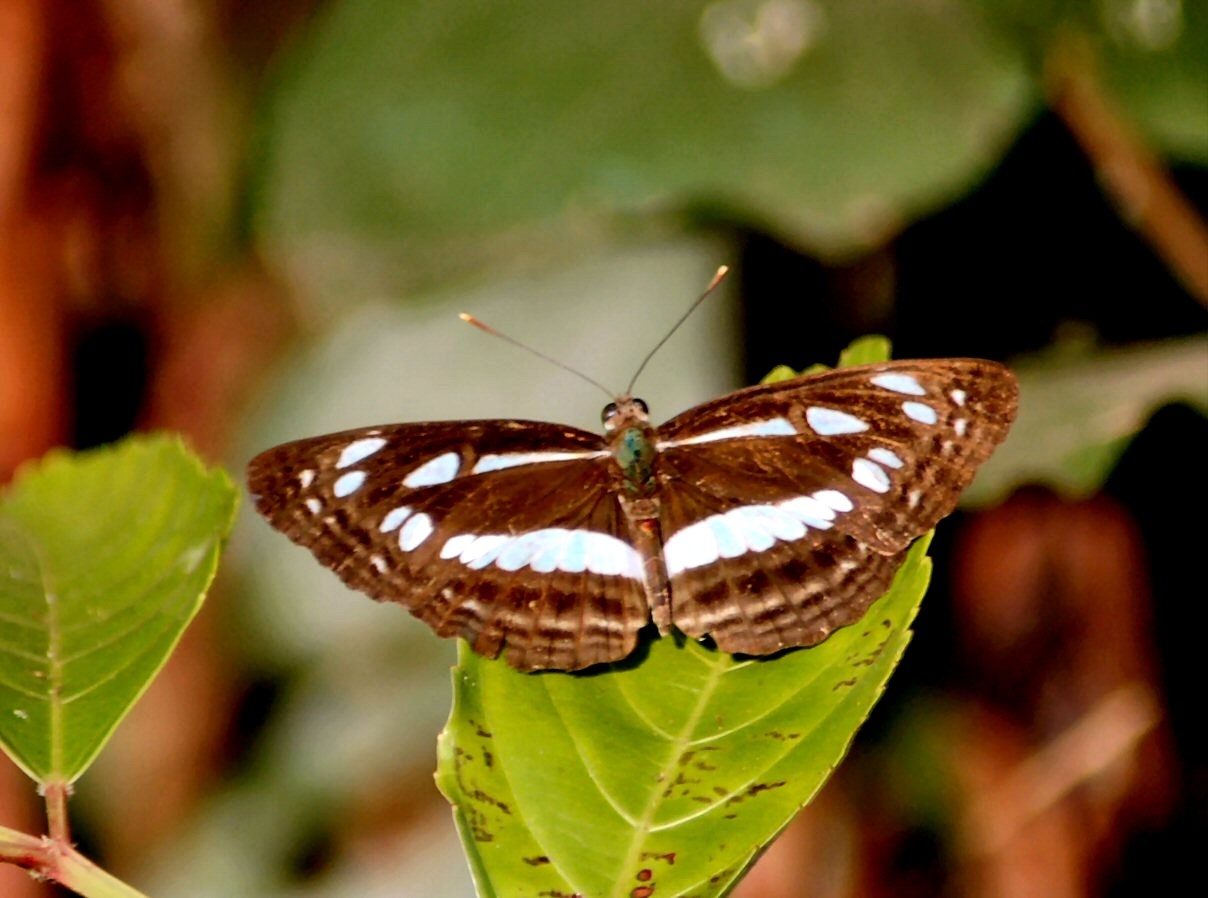
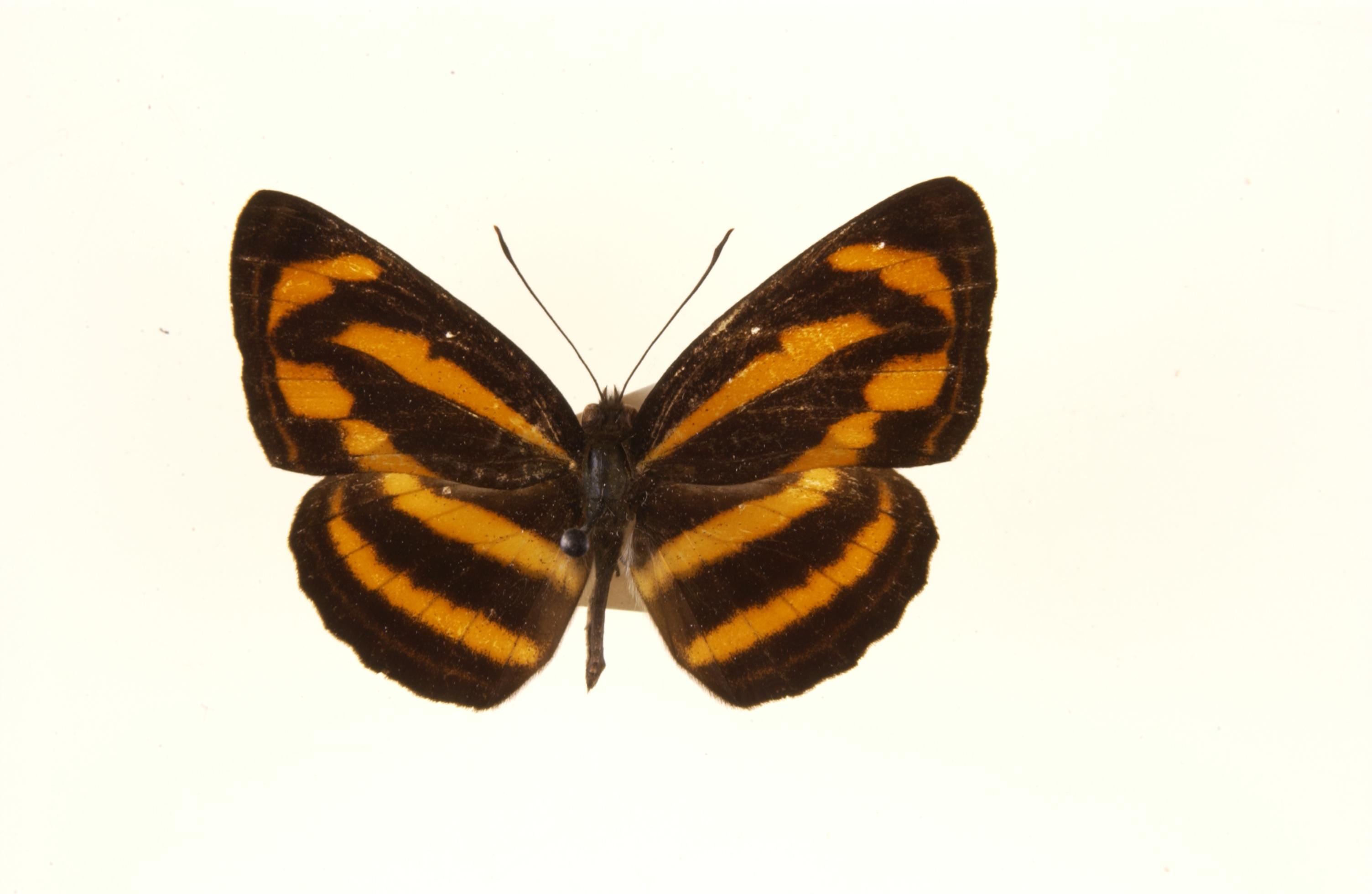
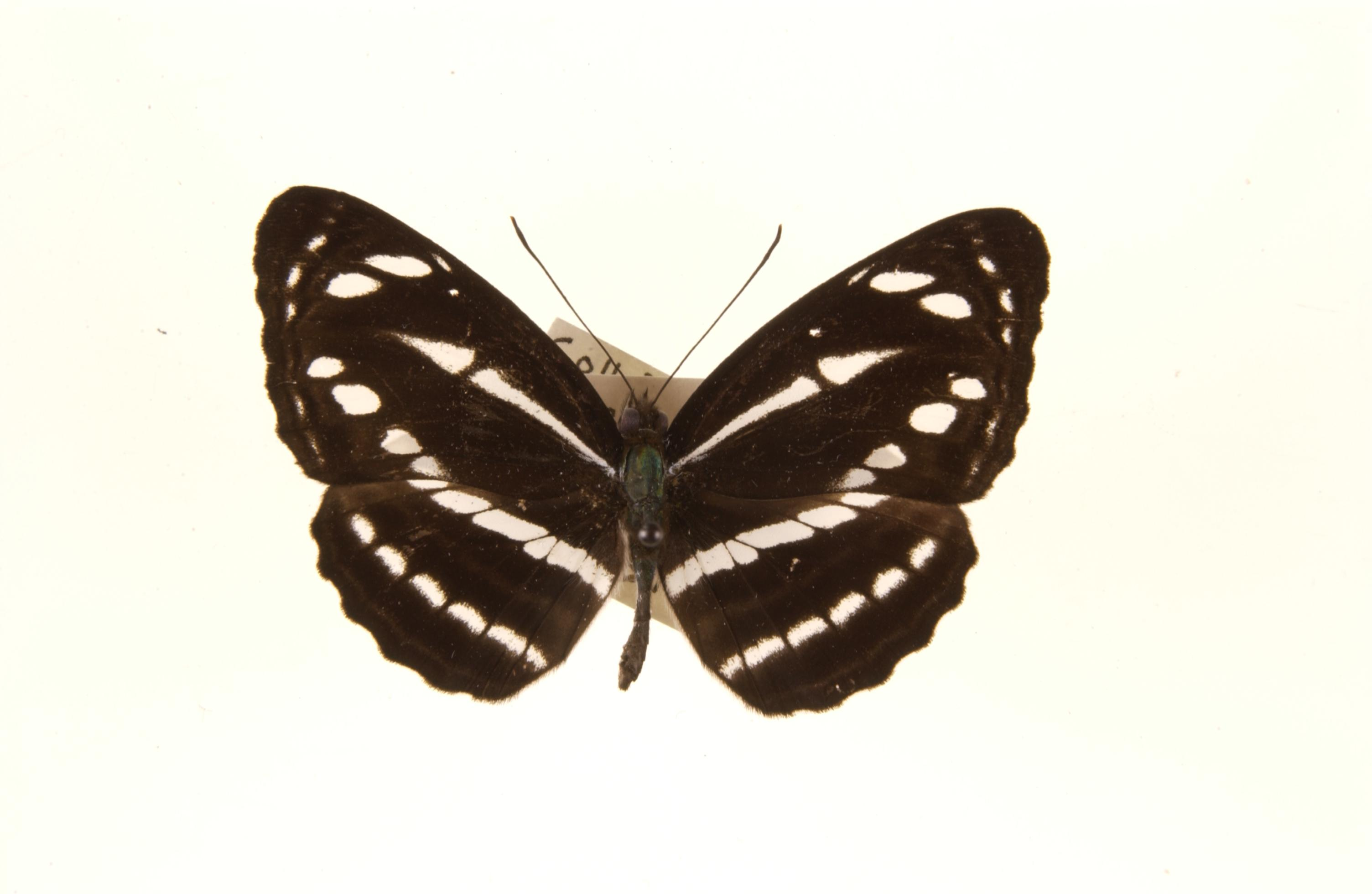
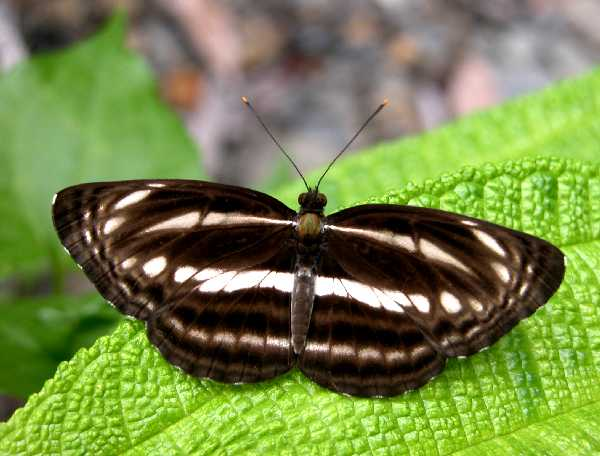

## Dottertaxa tillNeptis, i alfabetisk ordning[1]
- Neptis aagaardi
- Neptis acala
- Neptis acalina
- Neptis acerides
- Neptis aceris
- Neptis acidalia
- Neptis ada
- Neptis adara
- Neptis adipala
- Neptis agatha
- Neptis agathyllis
- Neptis agouale
- Neptis aino
- Neptis akanumana
- Neptis albicans
- Neptis aletophone
- Neptis alorica
- Neptis alta
- Neptis alwina
- Neptis amba
- Neptis ambina
- Neptis amboides
- Neptis amorosca
- Neptis ananta
- Neptis ancus
- Neptis andamana
- Neptis andetria
- Neptis anemoreia
- Neptis angusta
- Neptis anjana
- Neptis ankana
- Neptis annaika
- Neptis annamitica
- Neptis anteaceris
- Neptis antigone
- Neptis antilope
- Neptis antonia
- Neptis apharea
- Neptis arachne
- Neptis arachroa
- Neptis arboretorum
- Neptis areus
- Neptis armandia
- Neptis asterastilis
- Neptis astola
- Neptis ater
- Neptis aurivillii
- Neptis baileyi
- Neptis bangkiva
- Neptis banuta
- Neptis barnsi
- Neptis batara
- Neptis batesii
- Neptis batunensis
- Neptis bergmani
- Neptis beroe
- Neptis bhutanica
- Neptis biafra
- Neptis binghami
- Neptis blandina
- Neptis boholica
- Neptis brebissonii
- Neptis brunni
- Neptis burmana
- Neptis butleri
- Neptis cacharica
- Neptis callina
- Neptis camarensis
- Neptis candida
- Neptis capnodes
- Neptis carcassoni
- Neptis carpenteri
- Neptis cartica
- Neptis carticoides
- Neptis carvinus
- Neptis celebensis
- Neptis celebica
- Neptis chapa
- Neptis charon
- Neptis charonides
- Neptis chinensis
- Neptis cindia
- Neptis cineracea
- Neptis clarei
- Neptis clinia
- Neptis clinioides
- Neptis coenobita
- Neptis comorarum
- Neptis confucius
- Neptis connexa
- Neptis conspicua
- Neptis constantiae
- Neptis continuata
- Neptis coreana
- Neptis corticoides
- Neptis cosama
- Neptis cresina
- Neptis curvata
- Neptis cydippe
- Neptis cymela
- Neptis cyra
- Neptis damarete
- Neptis decaryi
- Neptis declinata
- Neptis dejeani
- Neptis deliquata
- Neptis dentifera
- Neptis digitia
- Neptis dike
- Neptis dilutior
- Neptis discerna
- Neptis disopa
- Neptis disparalis
- Neptis disrupta
- Neptis divisa
- Neptis dohertyi
- Neptis dorcas
- Neptis dormida
- Neptis drummondi
- Neptis dubernardi
- Neptis dulcinea
- Neptis dumetorum
- Neptis duryodana
- Neptis egestas
- Neptis elegantia
- Neptis eltringhami
- Neptis emesa
- Neptis emodes
- Neptis engano
- Neptis esakii
- Neptis eschscholtzia
- Neptis eurymenes
- Neptis eurynome
- Neptis evansi
- Neptis exaleuca
- Neptis excellens
- Neptis extensa
- Neptis fischeri
- Neptis fixseni
- Neptis flaminia
- Neptis flavimacula
- Neptis florensis
- Neptis formosa
- Neptis formosana
- Neptis formosanella
- Neptis formosanus
- Neptis formosicola
- Neptis fridolini
- Neptis frobenia
- Neptis fuscescens
- Neptis gafuri
- Neptis gatanga
- Neptis genulfa
- Neptis giddeneme
- Neptis gonatina
- Neptis gononata
- Neptis goochi
- Neptis gracilis
- Neptis gratilla
- Neptis gratiosa
- Neptis guamensis
- Neptis guiltoides
- Neptis gunongensis
- Neptis hageni
- Neptis hainana
- Neptis hampsoni
- Neptis harita
- Neptis harpasa
- Neptis hatra
- Neptis herculeana
- Neptis hesione
- Neptis horishana
- Neptis hylas
- Neptis hyria
- Neptis ida
- Neptis ikedai
- Neptis ila
- Neptis ilira
- Neptis ilocana
- Neptis ilos
- Neptis imitans
- Neptis incongrua
- Neptis infusa
- Neptis infuscata
- Neptis innominata
- Neptis insularum
- Neptis integra
- Neptis intermedia
- Neptis ithra
- Neptis jacouleti
- Neptis jaculatrix
- Neptis jamesoni
- Neptis javanica
- Neptis jordani
- Neptis jucundiora
- Neptis jucundita
- Neptis jumbah
- Neptis kaempferi
- Neptis kahaja
- Neptis kahoga
- Neptis kalidupa
- Neptis kallaura
- Neptis kamarupa
- Neptis karenkonis
- Neptis karnyi
- Neptis kaumba
- Neptis kerosa
- Neptis khasiana
- Neptis kheili
- Neptis kikideli
- Neptis kikuyuensis
- Neptis kirbariensis
- Neptis kiriakoffi
- Neptis koempferi
- Neptis koraineptis
- Neptis kuangtungensis
- Neptis kumgangsana
- Neptis kusnetzovi
- Neptis kutsukakensis
- Neptis lactaria
- Neptis laeta
- Neptis laetifica
- Neptis lasara
- Neptis latifasciata
- Neptis lativittata
- Neptis learmondi
- Neptis leechi
- Neptis leighi
- Neptis lermanni
- Neptis leuconata
- Neptis leucoporos
- Neptis leucothoe
- Neptis licinia
- Neptis livilla
- Neptis livingstonei
- Neptis lizana
- Neptis luca
- Neptis lucayensis
- Neptis lucida
- Neptis lucilla
- Neptis luculenta
- Neptis ludmilla
- Neptis lugubris
- Neptis lutatia
- Neptis lyria
- Neptis mackwoodi
- Neptis magadha
- Neptis magnata
- Neptis magnifica
- Neptis mahendra
- Neptis maionia
- Neptis mamaja
- Neptis mananda
- Neptis manardia
- Neptis manasa
- Neptis manipuriensis
- Neptis margueriteae
- Neptis marpessa
- Neptis matsumurai
- Neptis matuta
- Neptis mayottensis
- Neptis meetana
- Neptis melba
- Neptis melicerta
- Neptis melicertula
- Neptis melinoe
- Neptis melior
- Neptis meloria
- Neptis meraca
- Neptis meridiei
- Neptis meridionalis
- Neptis messogis
- Neptis metanira
- Neptis metella
- Neptis metioche
- Neptis miah
- Neptis micromegethes
- Neptis mildbraedi
- Neptis mimetica
- Neptis mindorana
- Neptis mingia
- Neptis minor
- Neptis mixophyes
- Neptis moltrechti
- Neptis morosa
- Neptis mothone
- Neptis muri
- Neptis mysolensis
- Neptis naga
- Neptis najo
- Neptis nalanda
- Neptis namba
- Neptis nana
- Neptis nandina
- Neptis narayana
- Neptis narcissima
- Neptis narthesis
- Neptis nashona
- Neptis nata
- Neptis natana
- Neptis nausicaa
- Neptis neavei
- Neptis nebrodes
- Neptis negrosiana
- Neptis nemetes
- Neptis nemeus
- Neptis nemorosa
- Neptis nemorum
- Neptis nesia
- Neptis niasica
- Neptis nicobarica
- Neptis nicobule
- Neptis nicodice
- Neptis nicomedes
- Neptis nicoteles
- Neptis nina
- Neptis nirei
- Neptis nisaea
- Neptis nitetis
- Neptis nivalis
- Neptis nivescens
- Neptis nolana
- Neptis norica
- Neptis nosba
- Neptis noyala
- Neptis nycteus
- Neptis nysiades
- Neptis oberthueri
- Neptis obscurior
- Neptis obtusa
- Neptis occidentalis
- Neptis ochracea
- Neptis oda
- Neptis okazimai
- Neptis ombalata
- Neptis omeroda
- Neptis ominicola
- Neptis oresta
- Neptis ormiscus
- Neptis overlaeti
- Neptis palawanica
- Neptis palibothra
- Neptis paliens
- Neptis pallantia
- Neptis pallescens
- Neptis pallida
- Neptis palnica
- Neptis pampanga
- Neptis pandoces
- Neptis papaja
- Neptis papua
- Neptis parthica
- Neptis parvimacula
- Neptis pasiphae
- Neptis passerculus
- Neptis pasteuri
- Neptis patricia
- Neptis paucalba
- Neptis paula
- Neptis peilei
- Neptis pendleburyi
- Neptis peninsularis
- Neptis perkeo
- Neptis phesimensis
- Neptis philyra
- Neptis philyroides
- Neptis phlyasia
- Neptis phrasylas
- Neptis pila
- Neptis plautia
- Neptis plautilla
- Neptis podarces
- Neptis poultoni
- Neptis praslini
- Neptis primigenia
- Neptis prodymus
- Neptis pryeri
- Neptis pseudadipala
- Neptis pseudosoma
- Neptis pseudovikasi
- Neptis puella
- Neptis puelloides
- Neptis pura
- Neptis putoia
- Neptis pygmaeana
- Neptis quilta
- Neptis quintilla
- Neptis raddei
- Neptis radha
- Neptis ragusa
- Neptis rasilis
- Neptis reducta
- Neptis ria
- Neptis rivularis
- Neptis roberti
- Neptis rogersi
- Neptis ronensis
- Neptis rosieri
- Neptis rothschildi
- Neptis sabanga
- Neptis saclava
- Neptis sakala
- Neptis saleyra
- Neptis saloe
- Neptis salpona
- Neptis sambilanga
- Neptis samiola
- Neptis sangaica
- Neptis sankara
- Neptis sappho
- Neptis sarochoa
- Neptis saskia
- Neptis satellitica
- Neptis satina
- Neptis seeldrayersi
- Neptis segesta
- Neptis serapia
- Neptis serena
- Neptis sextilla
- Neptis shania
- Neptis sheppardi
- Neptis shirakiana
- Neptis shirozui
- Neptis sikkima
- Neptis simaluria
- Neptis simbanga
- Neptis simingshana
- Neptis sinensis
- Neptis sinica
- Neptis sinta
- Neptis sitis
- Neptis smedleyi
- Neptis solygeia
- Neptis soma
- Neptis somaoides
- Neptis somula
- Neptis sonani
- Neptis sopatra
- Neptis sophaina
- Neptis sparagmata
- Neptis speyeri
- Neptis sphaericus
- Neptis splendens
- Neptis staudingeriana
- Neptis strigata
- Neptis suavior
- Neptis subspecifica
- Neptis suffusa
- Neptis sumatrensis
- Neptis sumba
- Neptis sunica
- Neptis surakarta
- Neptis susruta
- Neptis susrutina
- Neptis swinhoei
- Neptis swynnertoni
- Neptis sylvana
- Neptis sylvarum
- Neptis sylvia
- Neptis symada
- Neptis symbiosa
- Neptis synetarius
- Neptis syxosa
- Neptis syxosina
- Neptis taimiri
- Neptis taiwana
- Neptis tamur
- Neptis taphos
- Neptis taranda
- Neptis terentia
- Neptis thawgawa
- Neptis themis
- Neptis theodora
- Neptis thestias
- Neptis thetis
- Neptis thiemei
- Neptis thisbe
- Neptis tibetana
- Neptis timorensis
- Neptis tohetverikoui
- Neptis tricolorata
- Neptis trigonophora
- Neptis tristis
- Neptis troundi
- Neptis tullia
- Neptis tushita
- Neptis uchidai
- Neptis ursula
- Neptis urungensis
- Neptis vansomereni
- Neptis varmona
- Neptis vibusa
- Neptis vidua
- Neptis vikasi
- Neptis vinalli
- Neptis vindo
- Neptis woodlarkiana
- Neptis woodwardi
- Neptis xenia
- Neptis yamari
- Neptis yerburii
- Neptis yessonensis
- Neptis yunnana
- Neptis zaida
- Neptis zena
- Neptis zhejianga